# Liste der Biografien/Rij
Liste der Biografien |
Portal Biografien |
Personensuche
# |
A |
B |
C |
D |
E |
F |
G |
H |
I |
J |
K |
L |
M |
N |
O |
P |
Q |
R |
S |
T |
U |
V |
W |
X |
Y |
Z |
?
 
Ra |
Rb |
Rd |
Re |
Rh |
Ri |
Rj |
Rk |
Rl |
Rm |
Rn |
Ro |
Rr |
Rs |
Rt |
Ru |
Rv |
Rw |
Rx |
Ry |
Rz
 
Ria |
Rib |
Ric |
Rid |
Rie |
Rif |
Rig |
Rih |
Rii |
Rij |
Rik |
Ril |
Rim |
Rin |
Rio |
Rip |
Riq |
Rir |
Ris |
Rit |
Riu |
Riv |
Riw |
Rix |
Riy |
Riz
Die Liste der Biografien führt alle Personen auf, die in der deutschsprachigen Wikipedia einen Artikel haben. Dieses ist eine Teilliste mit 62 Einträgen von Personen, deren Namen mit den Buchstaben „Rij“ beginnt.

## Rij
- Rij, Peter van (* 1976), niederländisch-deutscher Basketballspieler
- Rij-Rousseau, Jeanne (1870–1956), französische Malerin, Künstlerin des Kubismus und Kunsttheoretikerin

### Rija
- Rijal, Nagendra Prasad (1927–1994), nepalesischer Politiker
- Rijal, Pramila (* 1985), nepalesische Leichtathletin
- Rijal, Saiful († 1581), Sultan von Brunei
- Rijavec, Christian (* 1972), österreichischer Freestyle-Skier

### Rijb
- Rijberg, Elisabeth, niederländische Papierkünstlerin

### Rijc
- Rijck, Cornelia de (1653–1726), niederländische Malerin
- Rijckaert, Arsène (1924–2017), belgischer Radrennfahrer
- Rijckaert, Marcel (1924–2001), belgischer Radrennfahrer
- Rijcke, Theodorus (1640–1690), niederländischer Historiker und Rhetoriker
- Rijcken, Gerhard Christiaan Coenraad Pels (1810–1889), niederländischer Vizeadmiral und Politiker
- Rijckenborgh, Jan van (1896–1968), niederländischer Rosenkreuzer und Gründer des Lectorium Rosicrucianum

### Rije
- Rijenkov, Viktor (* 1966), usbekischer Stabhochspringer

### Rijh
- Rijhnen, Felix (* 1990), deutscher Inline-Speedskater
- Rijhnen, Katharina (* 1993), deutsche Inline-Speedskaterin

### Rijk
- Rijk, Beatrix de (1883–1958), niederländische Pilotin und Luftfahrtpionierin
- Rijk, James de (1806–1882), niederländischer Landschafts- und Tiermaler
- Rijk, Julius Constantijn (1787–1854), Gouverneur von Suriname
- Rijk, Lambertus de (1924–2012), niederländischer Philosophiehistoriker und Politiker
- Rijkaard, Frank (* 1962), niederländischer Fußballspieler und -trainerFrank Rijkaard (* 1962)

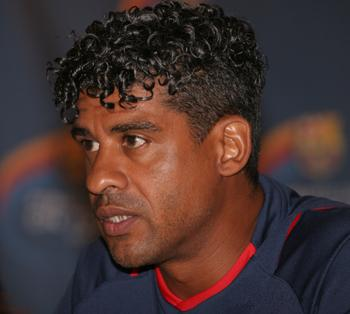
Frank Rijkaard (* 1962)

- Rijke, Jeroen de (1970–2006), niederländischer Künstler
- Rijke, Johannis de (1842–1913), niederländischer Wasserbauingenieur
- Rijke, Pieter Leonard (1812–1899), niederländischer Physiker
- Rijkel, Coenraad (1664–1726), niederländischer Holzblasinstrumentenmacher
- Rijkens-Culp, Beppie (1884–1958), niederländische Pianistin
- Rijker, Lucia (* 1967), niederländische Schauspielerin, Boxerin und Kickboxerin
- Rijkes, Sarah (* 1991), österreichische Radrennfahrerin
- Rijkhoff, Julian (* 2005), niederländischer Fußballspieler
- Rijkhoff, Yesna (* 1992), niederländische Bahnradsportlerin

### Rijm
- Rijmen, Vincent (* 1970), belgischer Kryptologe
- Rijmenans, Claude (* 1948), belgischer Diplomat

### Rijn
- Rijn, Anna van († 1607), niederländische Stifterin
- Rijn, Martin van (* 1956), niederländischer Politiker der PvdA und ehemaliger Spitzenbeamter
- Rijn, Titus van (1641–1668), Sohn RembrandtsTitus van Rijn (1641–1668)

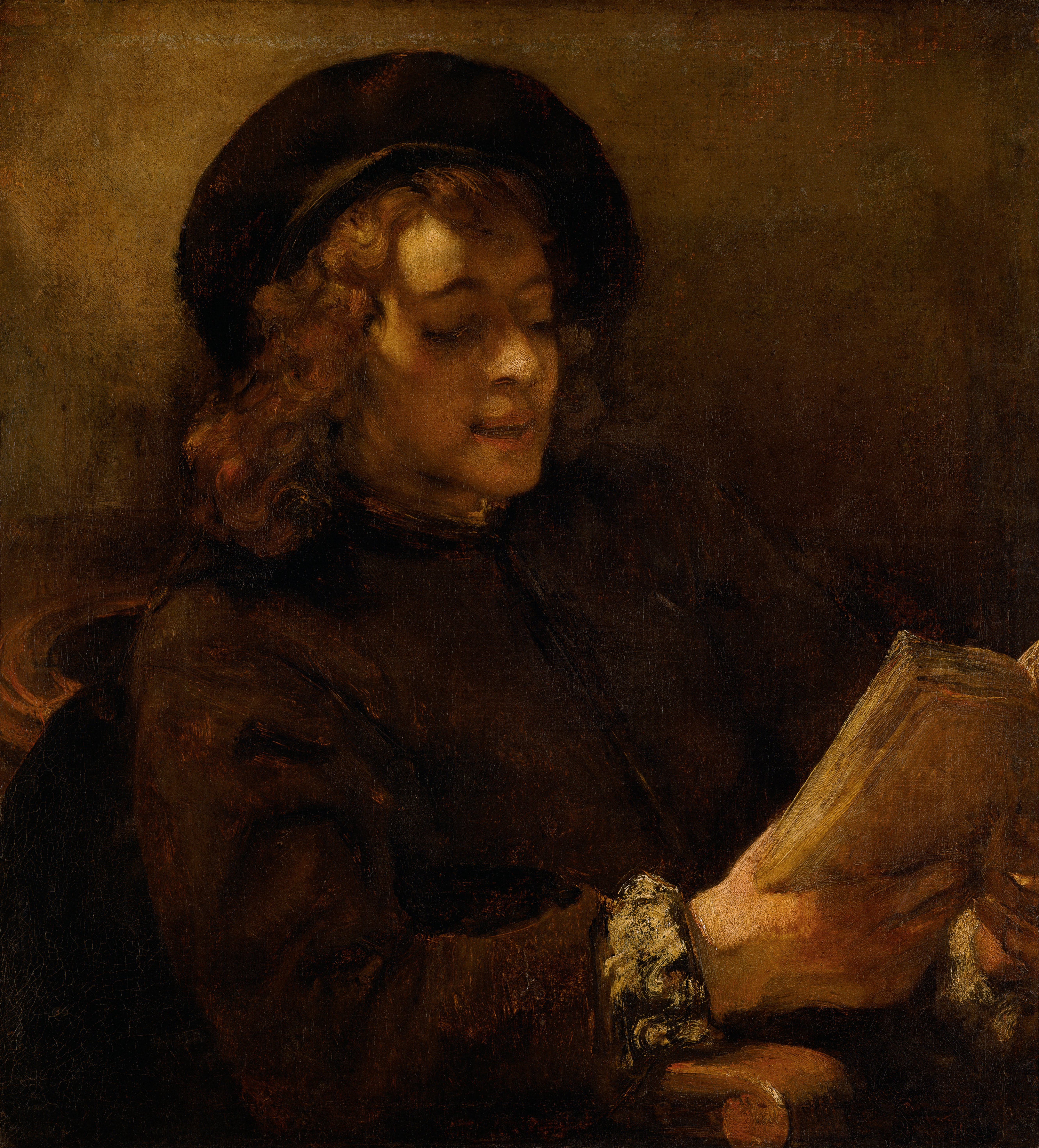
Titus van Rijn (1641–1668)

- Rijnberk, Gerard Abraham van (1874–1953), niederländischer Physiologe
- Rijnboutt, Johannes Everhardus (1839–1900), niederländischer Landschaftsmaler, Radierer und Bildhauer
- Rijnders, Guus (* 1964), niederländischer Physiker
- Rijnders, Nico (1947–1976), niederländischer Fußballspieler
- Rijnders, Rody (1941–2018), niederländischer Ruderer
- Rijndorp, Adriana van (* 1698), niederländische Schauspielerin
- Rijndorp, Anna Maria Josephina van (* 1694), niederländische Schauspielerin
- Rijndorp, Anna van, niederländische Schauspielerin
- Rijndorp, Isabella van (1695–1770), niederländische Schauspielerin und Theaterleiterin
- Rijneveld, Lucas (* 1991), niederländische/r Schriftsteller/in

### Rijo
- Rijo, Luis (1927–2001), uruguayischer Fußballspieler
- Rijo, Saymon (* 2000), anguillanischer Sprinter

### Rijp
- Rijp, Jan Corneliszoon, niederländischer Seefahrer und Polarforscher
- Rijpperda Wierdsma, Jan Volkert (1904–1981), niederländischer Rechtswissenschaftler

### Rijs
- Rijs, Jacob van (* 1964), niederländischer Architekt
- Rijsbergen, Cornelis Joost van (* 1943), niederländischer Informatiker und Gründer des modernen Information Retrievals
- Rijsbergen, Wim (* 1952), niederländischer Fußballspieler und -trainerWim Rijsbergen (* 1952)

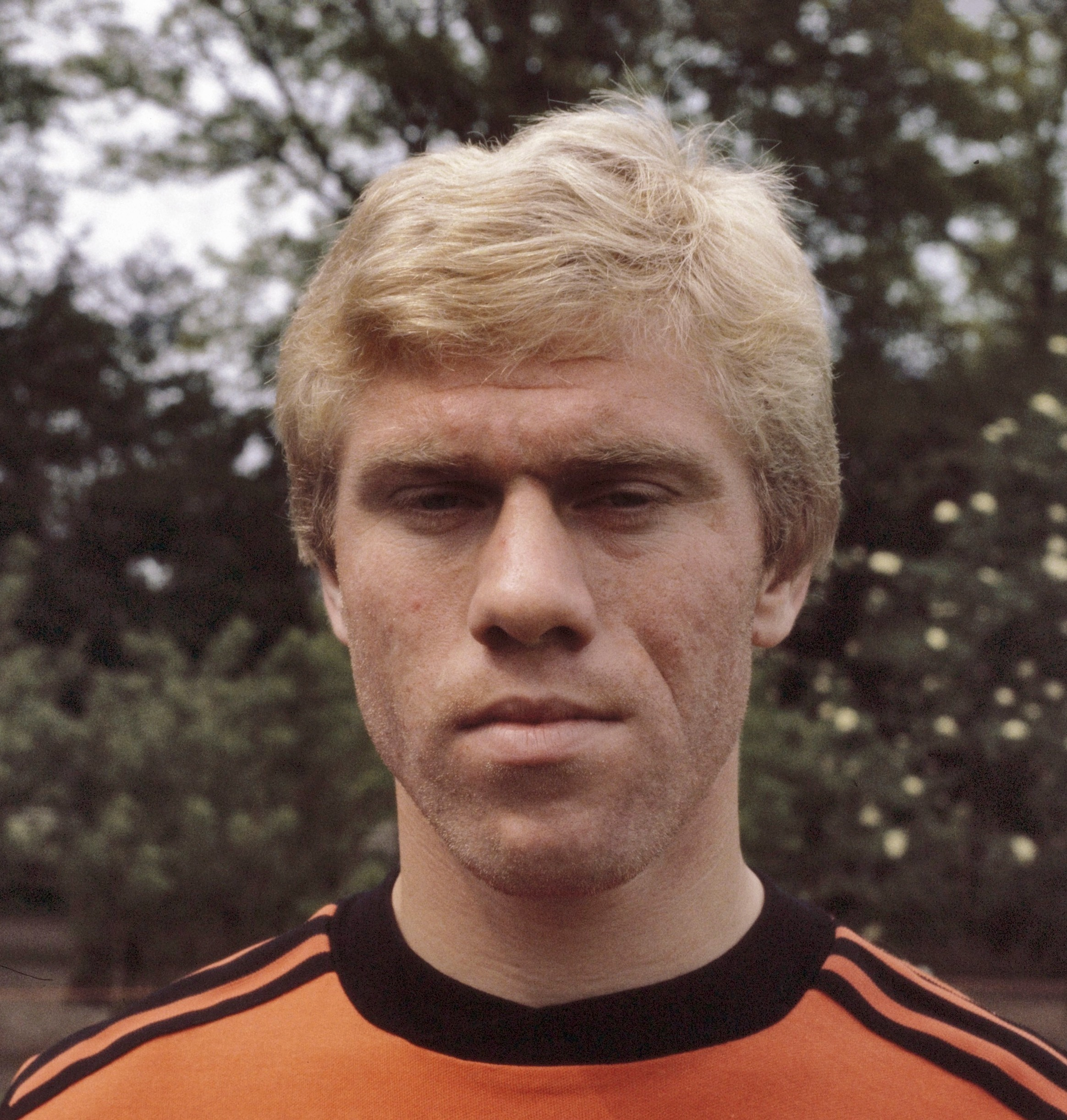
Wim Rijsbergen (* 1952)

- Rijsdijk, Mink van (1922–2000), niederländische Publizistin, Feministin und Aktivistin in der Widerstandsbewegung
- Rijsdijk, Pia (* 1992), niederländische Fußballspielerin
- Rijsen, Dymme van (1390–1413), Schwester und Subpriorin im Kloster Diepenveen
- Rijsen, Geertruid van († 1416), Schwesterim Kloster Diepenveen
- Rijsen, Katharina van († 1427), Schwester im Kloster Diepenveen
- Rijsselberghe, Dorian van (* 1988), niederländischer Windsurfer
- Rijssen, Richard van (* 1953), niederländischer Diplomat
- Rijswijck, Johan van († 1612), niederländischer Festungsbaumeister

### Rijt
- Rijthoven, Tim van (* 1997), niederländischer Tennisspieler

### Rijv
- Rijvers, Kees (1926–2024), niederländischer Fußballspieler und -trainer